# سندیتون
سَـندیتون (انگلیسی: Sanditon) رمانی ناتمام از جین آستن است. در ژانویه ۱۸۱۷، آستن کار بر روی رمان جدیدی به نام «برادران» که بعداً نام سندیتون را گرفت، شروع کرد و یازده فصل را تکمیل کرد تا اینکه در اواسط مارس ۱۸۱۷ کار را احتمالاً به دلیل بیماری متوقف کرد. آر دبلیو چاپمن برای اولین بار رونویس کاملی از رمان را در سال ۱۹۲۵ با نام قطعه ای از یک رمان منتشر کرد.
سریال تلویزیونی انگلیسی سندیتون از روی این کتاب اقتباس شده‌است.